# Montserrat Martín López
Montserrat Martín López   (Lleida, 2 de desembre de 1974), més coneguda com a Montse Martín, és una exgimnasta rítmica catalana que va ser campiona del món en modalitat de conjunts (Atenes 1991) i bicampiona d'Europa (Stuttgart 1992), a més d'assolir altres nombroses medalles amb la selecció nacional de gimnàstica rítmica d'Espanya. La generació de gimnastes que va integrar és coneguda amb el nom de la Primeras Chicas de Oro (Primeres Noies d'Or).
En els seus inicis, Montse va pertànyer al Sícoris Club de Lleida i va ser campiona d'Espanya de conjunts a la 1a categoria (1988) amb l'Escola Catalana. Posteriorment, després de la seva retirada, ha treballat com a dissenyadora gràfica, pintora, il·lustradora, actriu i ballarina. És il·lustradora dels llibres d'Olympia i Pinzellades de rítmica, del qual és a més coautora.

## Biografia esportiva

### Inicis
Va començar en la gimnàstica rítmica amb 6 anys en el Sicoris Club de Lleida, sent entrenada per Mercè Humedas i Conchita Durán. Posteriorment va entrenar amb l'Escola Catalana de Gimnàstica Rítmica a Manresa. Al desembre de 1988 es va proclamar campiona d'Espanya de conjunts a la 1a categoria amb l'Escola Catalana a Platja d'Aro. Aquest conjunt era entrenat per Berta Veiga i en el mateix també hi havia la futura gimnasta de la selecció espanyola Carmen Acedo.

### Etapa a la selecció nacional

#### 1989: Ingrés en el conjunt júnior i Europeu de Tenerife
El 1989 és convocada per la selecció nacional de gimnàstica rítmica d'Espanya per entrar en el conjunt júnior, entrenat per Rosa Menor, Paqui Maneus, Cathy Xaudaró i Berta Veiga, i participaria en el Campionat d'Europa Júnior de Tenerife obtenint la medalla de bronze junt amb a la resta de l'equip, integrat també per Carmen Acedo, Noelia Fernández, Ruth Goñi, Eider Mendizábal i Gemma Royo, a més de Cristina Chapuli i Diana Martín com a suplents.

#### 1989 - 1990: Entrada al conjunt sènior i Europeu de Göteborg
A la fi de 1989 entraria en el conjunt de la selecció nacional absoluta, del que passaria a formar part fins a 1992. Durant aquest temps entrenaria unes 8 hores diàries al Gimnàs Moscardón de Madrid a les ordres d'Emilia Boneva i d'Ana Roncero, que des 1982 eren seleccionadora nacional i entrenadora de conjunts respectivament, i conviuria amb totes les integrants de l'equip en una casa a La Moraleja.

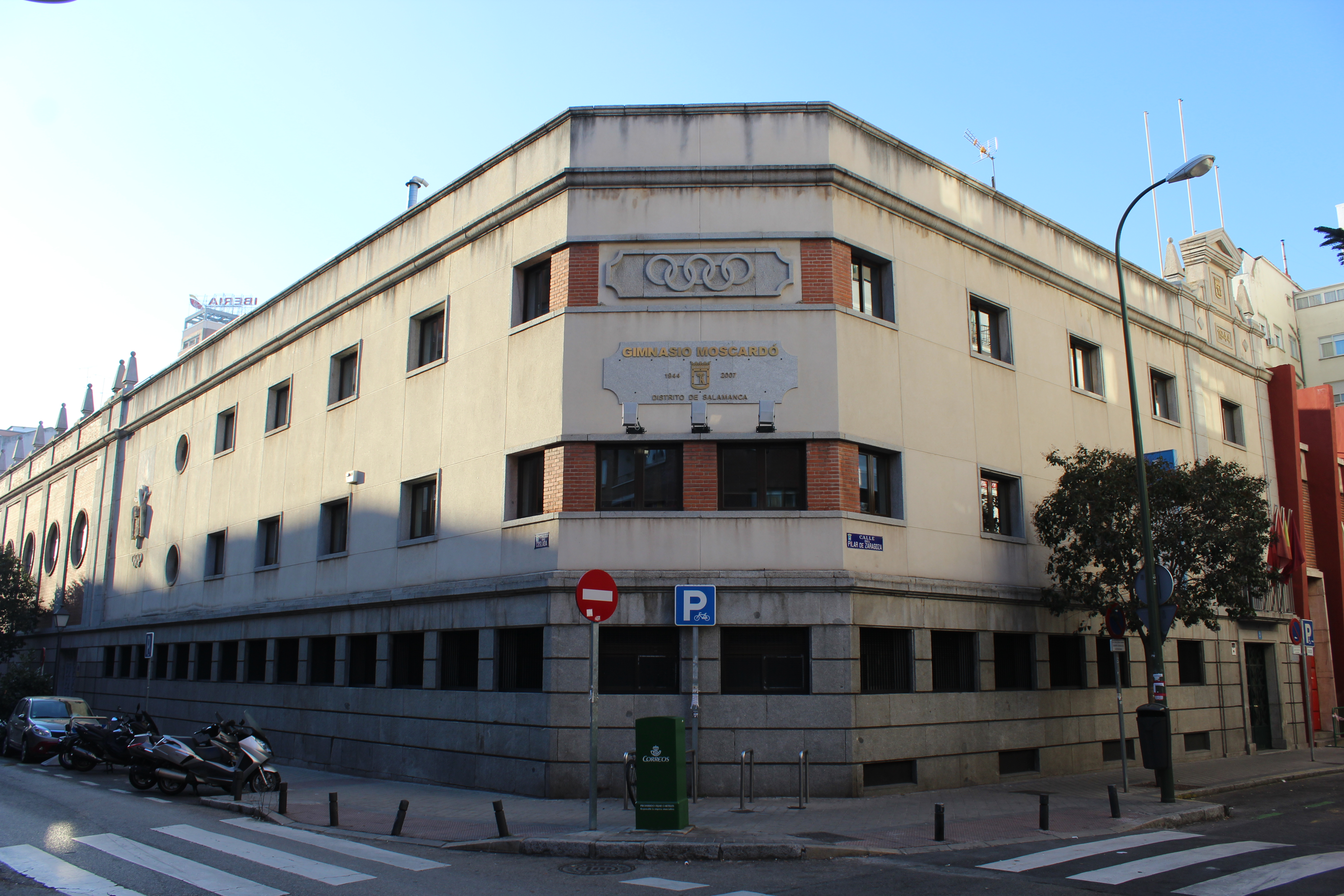
El Gimnàs Moscardón, al districte de Salamanca (Madrid), va ser el lloc d'entrenament de la selecció nacional de gimnàstica rítmica fins al 1997
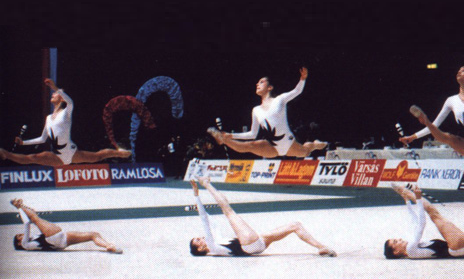
Exercici de maces del conjunt espanyol a l'Europeu de Göteborg (1990).
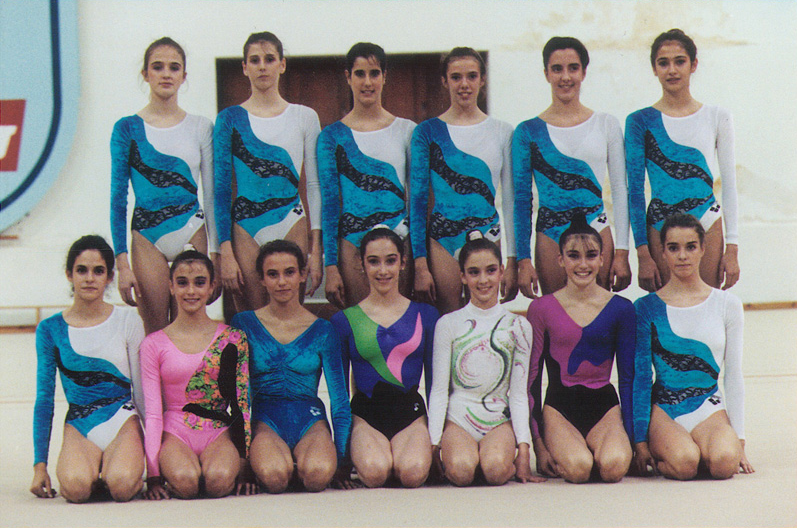
Montse (dempeus, primera a la dreta) amb la selecció de gimnàstica rítmica al Gimnàs Moscardón (1991)

El 1990, tres dies abans del començament del Gymnastic Màsters de Stuttgart, va patir una lesió al fissurar-se una cama després de trepitjar una pilota. Posteriorment va tenir lloc el Campionat d'Europa de Göteborg, on va assolir la medalla de bronze tant en el concurs general com en 3 pilotes i 3 cordes, i la de plata en 12 maces. A la Final de la Copa del Món, disputada aquest any a Brussel·les, va obtenir 3 medalles de bronze, una per cada final. Serien assolides junt amb Beatriz Barral, Lorea Elso, Bito Fuster, Arancha Marty i Vanesa Muñiz, sent suplents Marta Aberturas i Gemma Royo. Débora Alonso i Cristina Chapuli també formaven part de l'equip, però no van ser convocades a les competicions aquest any. En el torneig Wacoal Cup de Tòquio, celebrat al novembre, van assolir la plata en la general.

#### 1991: Títol mundial a Atenes
El 1991, els dos exercicis del conjunt van ser el de 6 cintes, i el de 3 pilotes i 3 cordes. El primer tenia com a música «Tango Jalousie», composta per Jacob Gade, mentre que el de pilotes i cordes usava el tema «Campanas», de Víctor Bombi. Per coreografiar els passos de dansa de l'exercici de 6 cintes es va comptar amb l'ajut de Javier Castillo «Poty», llavors ballarí del Ballet Nacional, tot i que el coreògraf habitual de l'equip era el búlgar Georgi Neykov. Prèviament al Mundial, van assolir l'or en el torneig de Karlsruhe (per davant de l'URSS i Bulgària) i 3 bronzes en el Gymnastic Màsters de Stuttgart, tots dos a Alemanya.

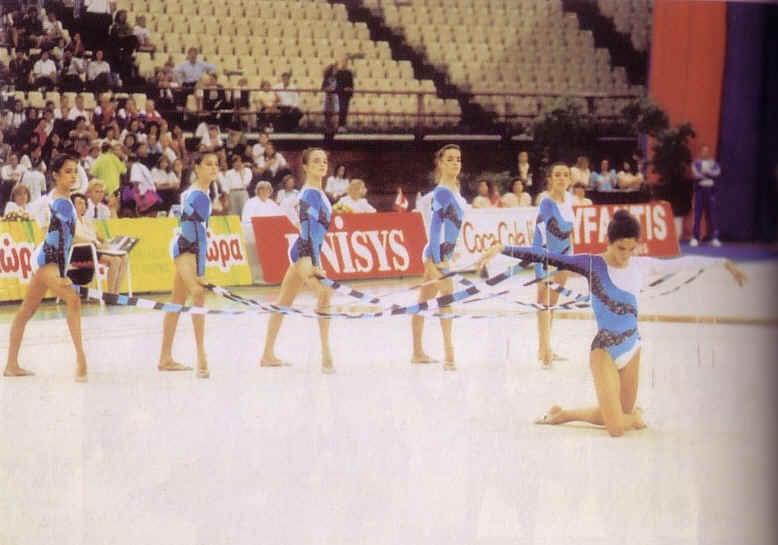
Gemma (en primer pla) en l'inici de l'exercici de 6 cintes al Mundial d'Atenes (1991)
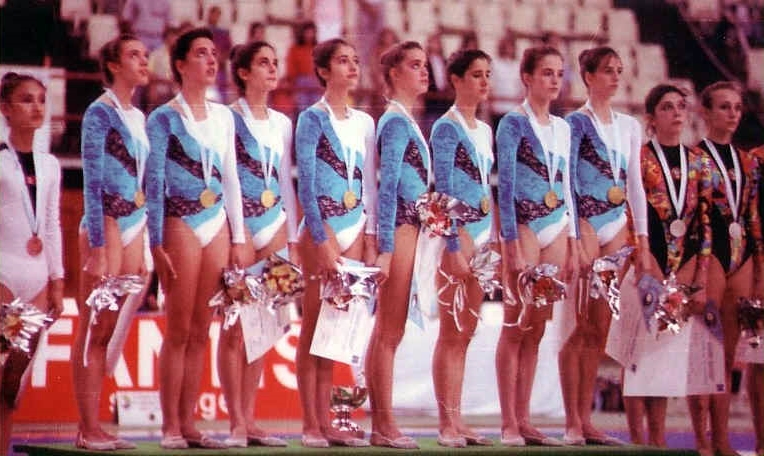
Montse (quarta a l'esquerra) junt amb el conjunt amb l'or al Mundial d'Atenes

El 12 d'octubre de 1991, el conjunt espanyol va assolir la medalla d'or en el concurs general del Campionat del Món de Gimnàstica Rítmica d'Atenes. Aquest triomf va ser qualificat pels mitjans com històric, ja que va ser la primera vegada que Espanya es va proclamar campiona del món de gimnàstica rítmica. A la primera jornada del concurs general havien assolit una puntuació de 19,500 en l'exercici de 3 pilotes i 3 cordes, mentre que en la següent, amb el muntatge de 6 cintes, van obtenir una nota de 19,350 (9,90 en composició i 9,45 en execució). Amb una qualificació total de 38,850, l'equip espanyol va superar en el concurs general a la URSS per 50 mil·lèsimes, mentre que Corea del Nord va ser bronze. L'endemà, serien més medalla de plata en les dues finals per aparells, la de 6 cintes, i la de 3 pilotes i 3 cordes. Aquestes medalles van ser assolides per Montse junt amb Débora Alonso, Lorea Elso, Bito Fuster, Isabel Gómez i Gemma Royo, a més de Marta Aberturas i Cristina Chapuli com a suplents. Aquestes medalles serien narrades per a Espanya per la periodista Paloma del Río a través de La 2 de TVE.
Després d'aquesta consecució, a la fi de 1991 realitzarien una gira per Suïssa.

#### 1992: Títols europeus a Stuttgart i Mundial de Brussel·les
Per 1992, en el torneig de Karlsruhe serien plata, i posteriorment van ser convidades a fer una exhibició al torneig de Corbeil-Essonnes. Al juny de 1992, ja amb nous exercicis, van participar en el Campionat Europeu de Stuttgart, on van obtenir la medalla d'or en el concurs general (compartida amb Rússia), a més d'assolir un altre or a la final de 3 pilotes i 3 cordes i el bronze en 6 cintes. El conjunt estava integrat per Montse, Débora Alonso, Lorea Elso, Bito Fuster, Isabel Gómez i Gemma Royo, a més de les recentment incorporades Alicia Martín i Cristina Martínez com a suplents. No competiria en els Jocs Olímpics de Barcelona a causa que els conjunts no eren una modalitat olímpica llavors, encara que sí participaria junt amb la resta de les seves companyes en la cerimònia d'obertura encapçalant la desfilada de les nacions participants.

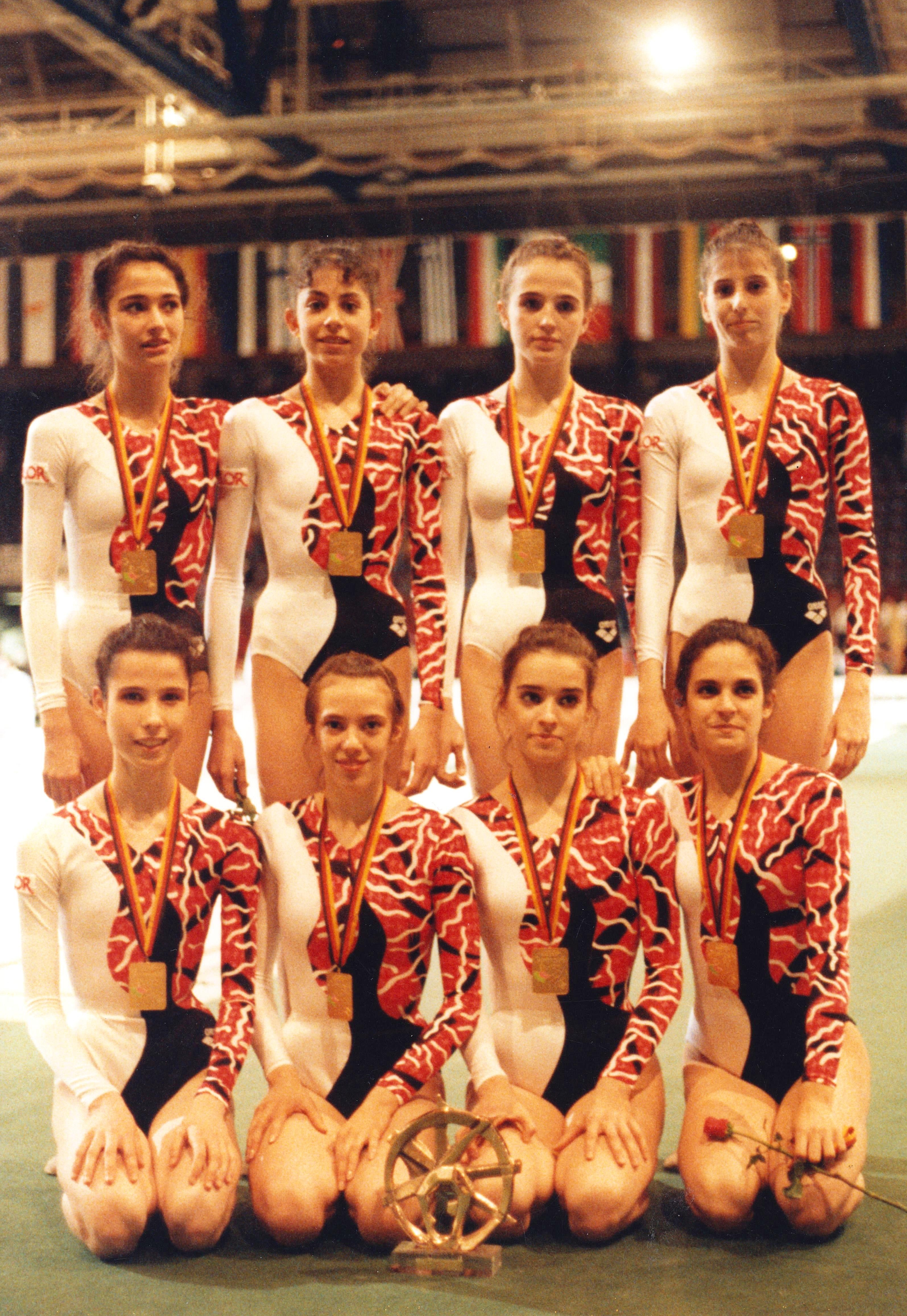
Gemma (primera a l'esquerra) després de proclamar-se campiona d'Europa a Stuttgart, 1992
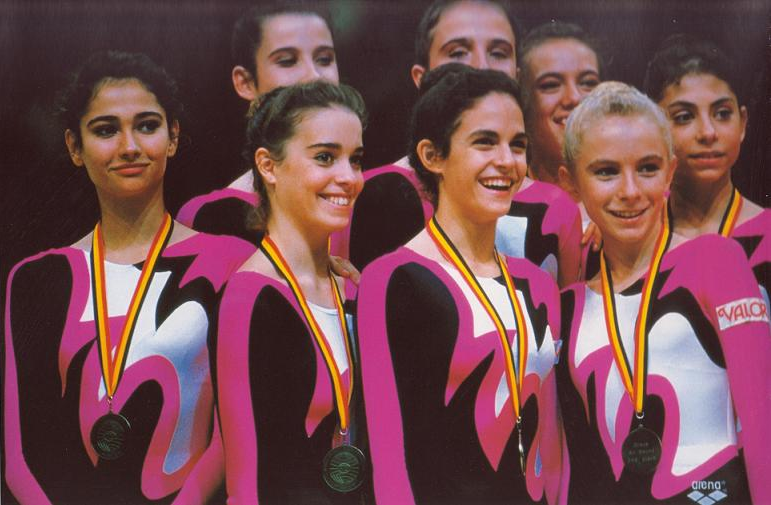
El conjunt espanyol amb la plata al podi de la general de Brussel·les, 1992
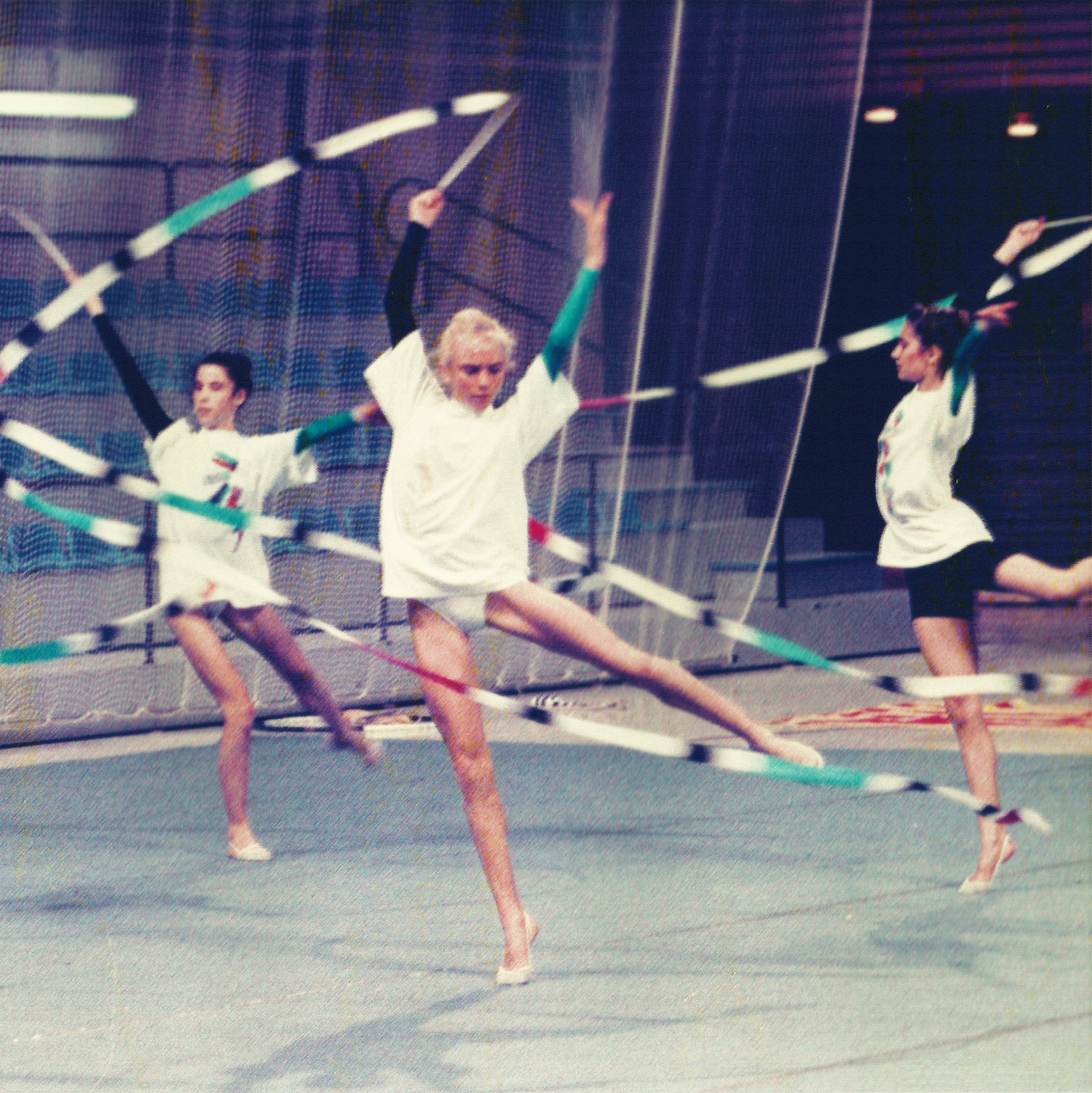
D'esquerra a dreta, les integrants del conjunt espanyol Alicia Martín, Bárbara Plaza i Montse Martín, durant l'escalfament en una exhibició a Reus a finals de 1992

Poc després van assolir l'or tant en la Asvo Cup (Àustria) com en la general del torneig Alfred Vogel Cup (Països Baixos), on van ser a més plata en 6 cintes i or en 3 pilotes i 3 cordes. Les lesions de Bito Fuster i Isabel Gómez, van fer que el conjunt fos reconfigurat per al Campionat del Món de Brussel·les, quedant ambdues com a suplents i sent substituïdes en la titularitat de tots dos exercicis per Alicia Martín, Cristina Martínez i Bàrbara Plaza, que s'afegirien a Montse, Débora Alonso, Lorea Elso i Gemma Royo. En aquesta competició el conjunt obtindria la medalla de plata en el concurs general, quedant-se a només una dècima de poder revalidar el títol mundial que havien assolit l'any anterior. A més, el 22 de novembre van assolir el bronze en 6 cintes i el vuitè lloc en 3 pilotes i 3 cordes.
Després d'aquest Mundial, Montse es retiraria de la competició, igual que faria la resta del sextet titular que havia estat campió del món a Atenes l'any anterior.

### Retirada de la gimnàstica

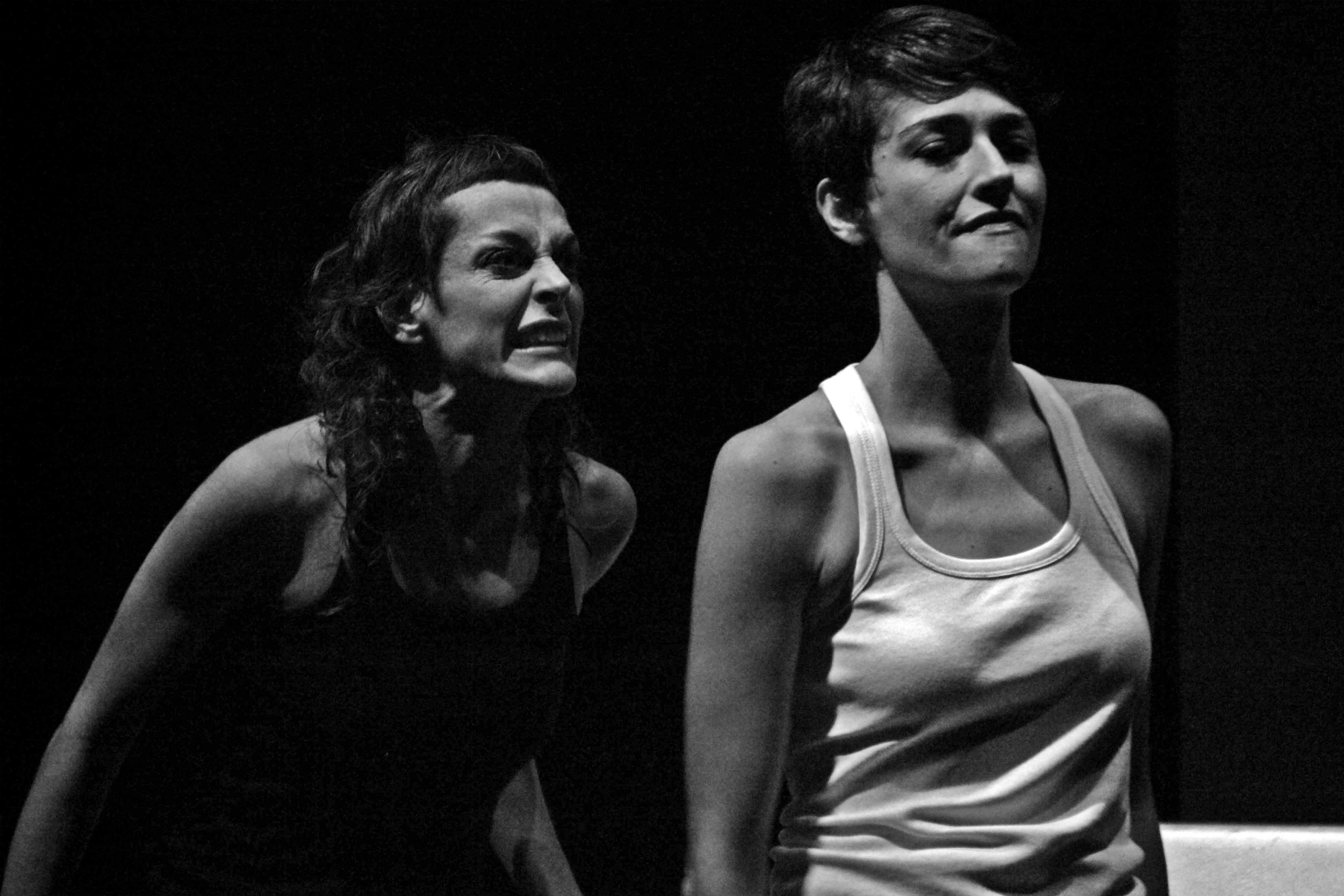
Montse (dreta) amb Elisenda Selvas en la seva obra de teatre Commogudes en blanc i negre, 2009

Es va retirar el 1992, després del Campionat del Món de Brussel·les. Després de la seva retirada, va estudiar disseny de moda a Lleida i més tard, a Barcelona, cursaria la carrera de disseny gràfic a l'Escola IDEP. Va exercir durant 5 anys com a dissenyadora gràfica a l'agència de publicitat Ados Comunicació i posteriorment en tresDbcn. En els últims anys, Montse ha alternat la seva faceta de dissenyadora, pintora i il·lustradora freelance en obres de teatre i musicals, amb treballs com a actriu i ballarina. Entre els seus últims projectes en el camp de la dansa i el teatre destaquen La dansa dels dos pianos (2009), dirigida pel seu germà Manel Martín i amb la presència de la també exgimnasta internacional lleidatana Esther Escolar, i Commogudes en blanc i negre (2009), dirigida i interpretada per ella junt amb Elisenda Selvas. El 2010 va aparèixer en un anunci de televisió per Baileys emès al Regne Unit.
A l'octubre de 2014 es van publicar els dos primers volums d'Olympia, una sèrie de contes infantils il·lustrats en aquarel·la per Montse i escrits per la també exgimnasta Almudena Cid que estan inspirats en la vida esportiva d'aquesta última. Es van seguir llançant nous volums cada pocs mesos, publicant l'últim volum il·lustrat per Montse el 2017.
El 26 d'octubre de 2016, Montse va anunciar la campanya de micromecenatge per publicar el seu llibre Pinzellades de rítmica, escrit junt amb el seu germà Manel Martín, en el qual desenvolupen un recorregut per la història de la gimnàstica rítmica a través d'il·lustracions, biografies i anàlisi artístics de 50 gimnastes destacades. Entre elles es troben Anelia Ralenkova, Diliana Gueorguieva, Marta Bobo, Marina Lóbach, Oksana Kóstina, Ana Bautista, Elena Shamatulskaya, Carmen Acedo, Maria Petrova, Carolina Pascual, Ekaterina Serebrianskaya, Elena Vitrichenko, Eva Serrano, Olga Gontar, Almudena Cid, Alina Kabaieva, Hanna Bezsònova, Ievguénia Kanàieva, Alina Maksymenko, Ganna Rizatdinova, Margarita Mamún i Yana Kudryavtseva. El llibre va ser presentat el 25 de maig de 2017 a la seu del Consell Superior d'Esports. La presentació va estar presidida per Montse i Manel Martín, a més del director d'Esports del CSE, Jaime González, i Jesús Carballo, president de la Reial Federació Espanyola de Gimnàstica. A l'acte van assistir nombroses exgimnastas espanyoles com Lorea Elso (que va exercir de mestra de cerimònies), Bito Fuster, Gemma Royo, Carolina Pascual, Carmen Acedo, Ana Bautista, Eva Jiménez, Arancha Marty, María Martín, Ana Roncero, Ana María Pelaz, Isabel Pagán i Sara Bayón, la seleccionadora nacional Anna Baranova, i part del conjunt júnior espanyol.
El 16 de desembre de 2017, Martín es va reunir al costat d'altres exgimnastas de l'equip nacional per realitzar un homenatge a la exseleccionadora Anna Roncero.
Al setembre de 2018 va viatjar junt amb altres exgimnastas de la selecció espanyola al Mundial de Gimnàstica Rítmica de Sofia per retrobar-se amb l'exseleccionadora nacional Emilia Boneva, organitzant-a més un sopar homenatge en honor seu.

## Equipaments
| Període     | Proveïdor |
| ----------- | --------- |
| 1989 - 1992 | Arena     |

## Música dels exercicis
| Any         | Aparell              | Música                                                                              |
| ----------- | -------------------- | ----------------------------------------------------------------------------------- |
| 1989 - 1990 | 12 maces             | «España cañí», pasdoble compost per Pascual Marquina Narro.                         |
| 1990        | 12 maces             | Peça Asturias (Leyenda), que pertany a la Suite española, Op. 47 d'Isaac Albéniz.   |
| 1990 - 1991 | 3 pilotes i 3 cintes | «Spain» de Chick Corea, versionada per Michel Camilo i Tomatito.                    |
| 1991 - 1992 | 6 cintes             | «Tango Jalousie», compost per Jacob Gade.                                           |
| 1991        | 3 pilotes i 3 cordes | «Campanas», de Víctor Bombi.                                                        |
| 1992        | 6 cintes             | Peça Sevilla, que pertany a la Suite española, Op. 47 d'Isaac Albéniz.              |
| 1992        | 3 pilotes i 3 cordes | Música del ballet Arraigo de Jerónimo Maesso, creat per al coreògraf Víctor Ullate. |

## Palmarès esportiu

### Selecció espanyola
| 1989 - Campiona d'Europa Júnior de Tenerife 3r lloc en preliminars Bronze en final (6 cintes) 1990 - DTB-Pokal Karlsruhe Or en concurs general - Gymnastic Masters de Stuttgart* Bronze en concurs general - Final de la Copa del Món en Brussel·les Bronze en concurs general Bronze en 12 maces Bronze en 3 pilotes i 3 cordes - Campionat d'Europa de Goteborg Bronze en concurs general Plata en 12 maces Bronze en 3 pilotes i 3 cordes - Wacoal Cup Plata en concurs general 1991 - DTB-Pokal Karlsruhe Or en concurs general | 1991 (continuació) - Gymnastic Masters de Stuttgart Bronze en concurs general Bronze en 6 cintes Bronze en 3 pilotes i 3 cordes - Campionat del Món d'Atenes Or en concurs general Plata en 6 cintes Plata en 3 pilotes i 3 cordes 1992 - DTB-Pokal Karlsruhe Plata en concurs general - Campionat d'Europa de Stuttgart Or en concurs general Bronze en 6 cintes Or en 3 pilotes i 3 cordes - Asvo Cup Or en concurs general - Alfred Vogel Cup Or en concurs general Plata en 6 cintes Or en 3 pilotes i 3 cordes - Campionat del Món de Brussel·les Plata en concurs general Bronze en 6 cintes 8è lloc en 3 pilotes i 3 cordes |

* Una fissura en una cama li va impedir competir en aquesta cita.

## Premis, reconeixements i distincions
- Medalla al Mèrit Gimnàstic, atorgada per la Reial Federació Espanyola de Gimnàstica (1991).
- Recepció i signatura en el Llibre d'Honor de l'Ajuntament de Vandellòs i l'Hospitalet de l'Infant (2019).[26][27]

## Filmografia

### Pel·lícules
| Pel·lícules | Pel·lícules | Pel·lícules            | Pel·lícules  | Pel·lícules     |
| Any         | Títol       | Personatge             | Notes        | Director        |
| ----------- | ----------- | ---------------------- | ------------ | --------------- |
| 2014        | Tuck Me In  | Aparició en fotografía | Curtmetratge | Ignacio F. Rodó |

### Programes de televisió
| Programes de televisió | Programes de televisió | Programes de televisió | Programes de televisió                  |
| Any                    | Títol                  | Cadena                 | Notes                                   |
| ---------------------- | ---------------------- | ---------------------- | --------------------------------------- |
| 1990                   | Camarada Boneva        | La 2 de TVE            | Aparició al reportatge                  |
| 1991                   | De tú a tú             | Antena 3               | Convidada junt amb la resta del conjunt |
| 1991                   | Tele 5 ¿dígame?        | Telecinco              | Convidada junt amb la resta del conjunt |
| 1991                   | VIP Tarde              | Telecinco              | Convidada junt amb la resta del conjunt |

### Dança i teatre
| Obres de teatre | Obres de teatre             | Obres de teatre | Obres de teatre                 | Obres de teatre                                      |
| ny              | Títol                       | Personatge      | Director                        | Lloc                                                 |
| --------------- | --------------------------- | --------------- | ------------------------------- | ---------------------------------------------------- |
| 2009            | La danza de los dos pianos  | La magia blanca | Manel Martín                    | Auditori Municipal Enric Granados de Lleida i altres |
| 2009            | Commogudes en blanc i negre | -               | Montse Martín i Elisenda Selvas | Teatre de l'Escorxador de Lleida                     |

### Publicitat
- Anunci de televisió per a Baileys emès al Regne Unit (2010).[22]